# Chojnice

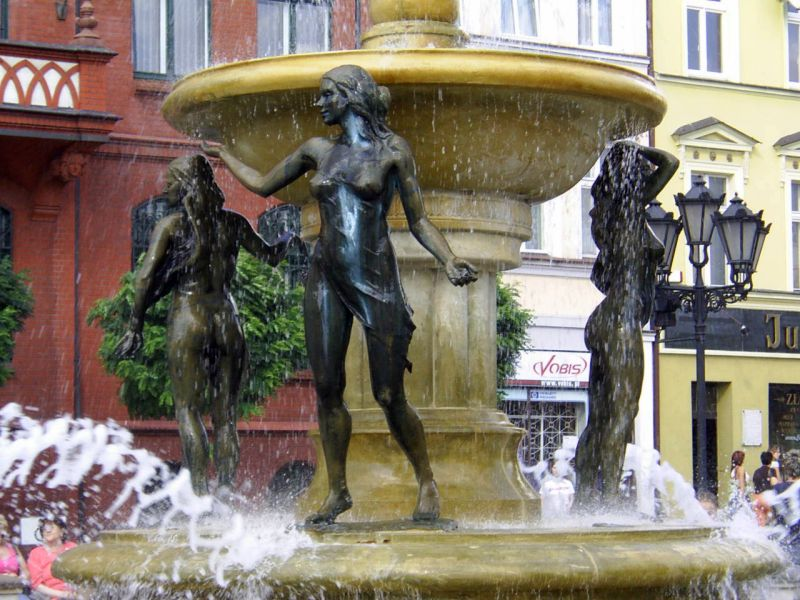
Chojnice.

Chojnice (En alemán: Konitz) es una ciudad de Polonia localizada en la parte norte del país. Chojnice es la capital del condado de Chojnice, dentro del voivodato de Pomerania, y en ella habitan 39 670 habitantes (2004).
- Datos: Q740241
- Multimedia: Chojnice / Q740241